# Acos Vinchos (distrito)
Acos Vinchos é um distrito do Peru, na região de Aiacucho, na província de Huamanga. Tem área de 154 quilômetros quadrados e segundo censo de 2017, havia 4 383 habitantes.

## Transporte
O distrito de Acos Vinchos não é servido pelo sistema de estradas terrestres do Peru.